# Zasetsky
Zasetsky (1920) is het pseudoniem van een patiënt die behandeld werd door de Russische neuropsycholoog Alexander Luria. Zasetsky leed aan verworven hersenletsel, waardoor hij niet meer kon lezen, schrijven en praten. Daarnaast was hij niet in staat om goed te zien, te onthouden en waren een hele reeks andere cognitieve functies aangedaan.  Zasetsky werd door Luria beschreven dankzij zijn voornemen en gedeeltelijk succes om een normaal leven te krijgen. Zasetsky schreef daartoe een boekje over zijn eigen ervaringen. 
Zasetsky was het slachtoffer van een schotwond in de pariëto-occipitale hersengebieden. Luria omschreef hoe Zasetsky leed aan neglect. Een aandoening waarbij een deel van het gezichtsveld genegeerd wordt. Zasetsky was dermate aangedaan dat hij de meeste dingen waarnam als gefragmenteerd. Zelfs zijn eigen lichaam was onzichtbaar voor hem.